# Distrito de Békéscsaba
El distrito de Békéscsaba (húngaro: Békéscsabai járás) es un distrito húngaro perteneciente al condado de Békés.
En 2013 tiene 82 424 habitantes. Su capital es Békéscsaba, que también es la capital del condado.

## Municipios
El distrito tiene 3 ciudades (en negrita), una de ellas con estatus de ciudad de derecho condal (la capital Békéscsaba), un pueblo mayor (en cursiva) y 5 pueblos (población a 1 de enero de 2012):
- Békéscsaba (63 752) – la capital
- Csabaszabadi (335)
- Csorvás (4981)
- Doboz (4167)
- Gerendás (1311)
- Kétsoprony (1428)
- Szabadkígyós (2696)
- Telekgerendás (1549)
- Újkígyós (5235)